# 普里沃夫昌西克
48°27′41″N 35°51′57″E / 48.46139°N 35.86583°E
普里沃夫昌西克（烏克蘭語：Привовчанське），是烏克蘭的村落，位於該國中部第聶伯羅彼得羅夫斯克州，由巴甫洛格勒區負責管轄，處於沃夫恰河畔，海拔高度75米，2001年人口918。